# بايل ماديسون
بايل ماديسون (بالإنجليزية: Bailee Madison)‏ مواليد 15 أكتوبر 1999 في فورت لاودردال، فلوريدا، الولايات المتحدة، هي ممثلة أمريكية بدأت مسيرتها الفنية عام 2006.

## وصلات خارجية
- بايل ماديسون على موقع IMDb (الإنجليزية)
- بايل ماديسون على موقع روتن توميتوز (الإنجليزية)
- بايل ماديسون على موقع ألو سيني (الفرنسية)
- بايل ماديسون على موقع ميوزك برينز (الإنجليزية)
- بايل ماديسون على موقع أول موفي (الإنجليزية)
- بايل ماديسون على موقع قاعدة بيانات الأفلام السويدية (السويدية)
- بايل ماديسون على موقع إن إن دي بي (الإنجليزية)
- بايل ماديسون على موقع قاعدة بيانات الفيلم (الإنجليزية)
- بايل ماديسون على موقع كينوبويسك (الروسية)